# رهاب الإسلام

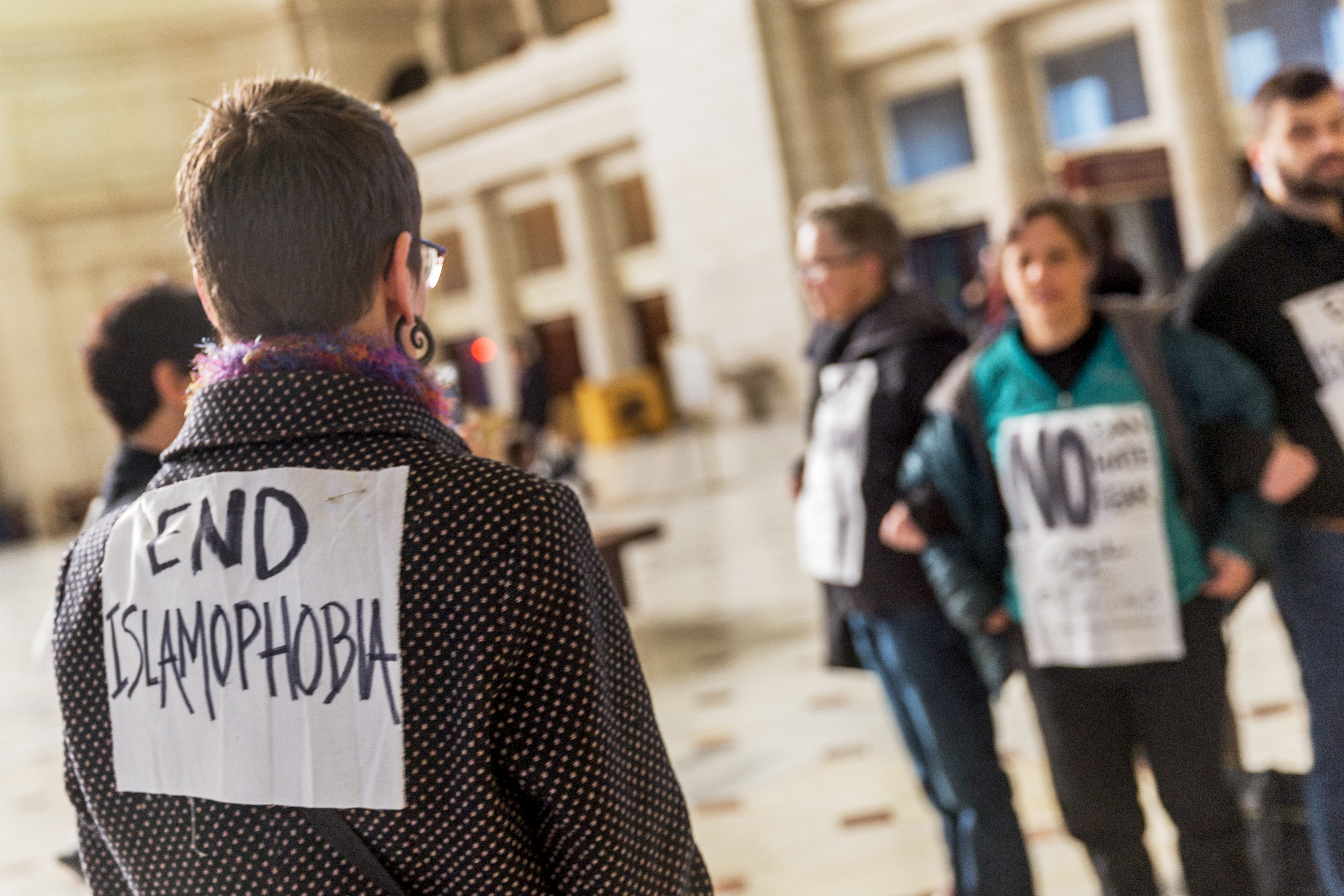
احتجاج صامت ضد الإسلاموفوبيا في واشنطن العاصمة.

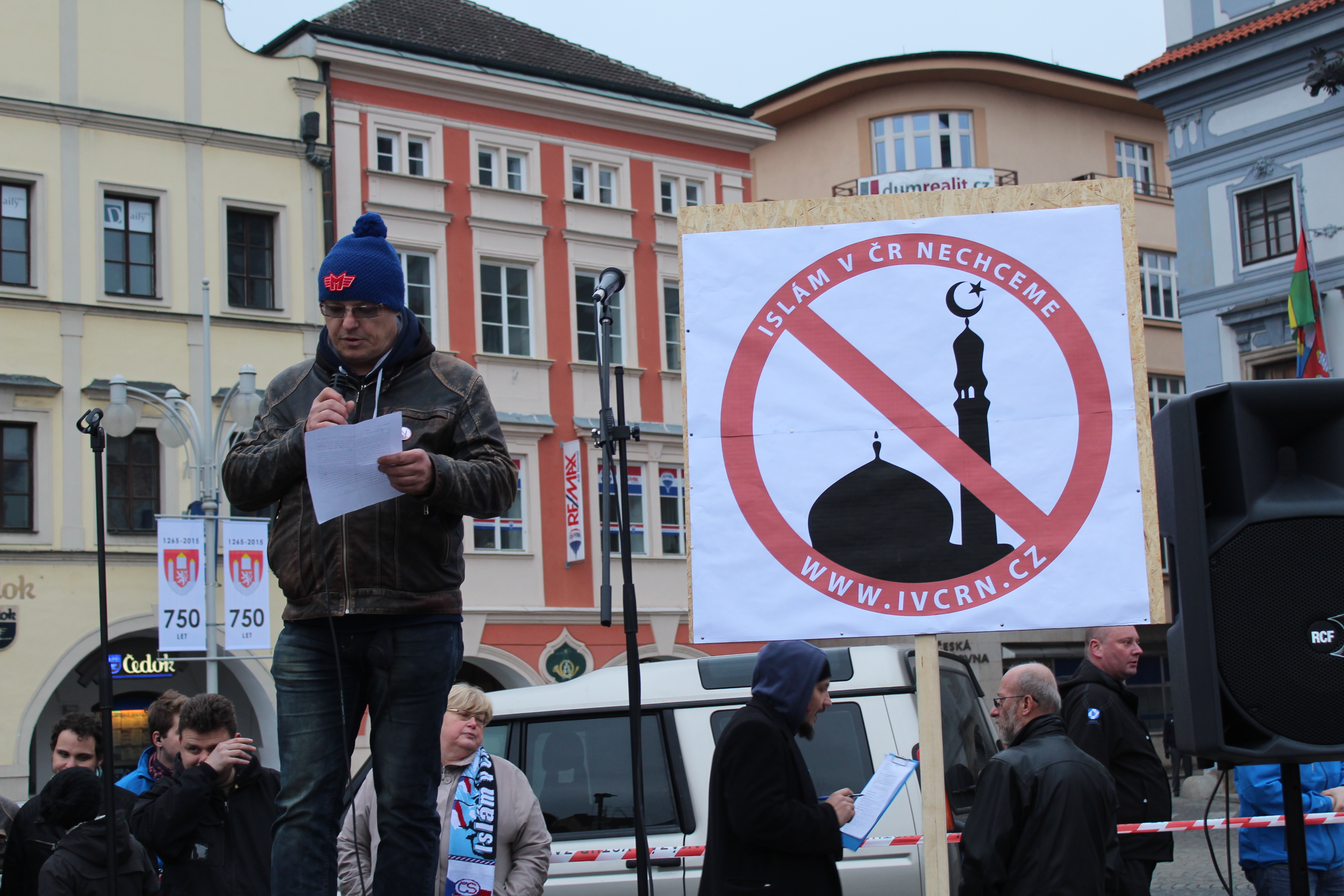
مظاهرة "لا نريد الإسلام" في جمهورية التشيك في 14 مارس 2015 في تشيسكي بوديوفيتش.

رُهاب الإسلام (بالإنجليزية: Islamophobia)‏ وتنقحر إلى إسلاموفوبيا، هو التحامل والكراهية والخوف من الإسلام أو من المسلمين. وبالأخص عندما يُنظَر للإسلام قوةً جيوسياسية أو مصدرًا «للإرهاب»، دخل المصطلح إلى الاستخدام في اللغة الإنجليزية عام 1997 عندما قامت خلية تفكير بريطانية يسارية التوجه تدعى رنيميد ترست [الإنجليزية]، باستخدامه لإدانة مشاعر الكراهية والخوف والحكم المسبق الموجهة ضد الإسلام أو المسلمين. برغم استخدام المصطلح على نطاق واسع حالياً، إلا أن المصطلح والمفهوم الأساسي له تعرض لانتقادات شديدة. عرف بعض الباحثون الإسلاموفوبيا بأنها شكل من أشكال العنصرية. آخرون اعتبروها ظاهرة مصاحبة لتزايد عدد المهاجرين المسلمين في الولايات المتحدة والاتحاد الأوروبي، وربطها البعض الآخر بأحداث 11 سبتمبر.

## أصل التسمية والتعريف
الإسلاموفوبيا كلمة مستحدثة، تتكون من كلمتي  إسلام  وفوبيا، وهي لاحقة يُقصد بها الخوف أو الرهاب الغير العقلاني من شيء يتجاوز خطره الفعلي المفترض. قاموس أكسفورد الإنجليزي يعرف الإسلاموفوبيا بـ«الخوف والكراهية الموجهة ضد الإسلام، كقوة سياسية تحديداً، والتحامل والتمييز ضد المسلمين». عرّف باحث الدين المقارن السويدي ماتياس غارديل المصطلح بأنه «الإنتاج الاجتماعي للخوف والتحامل على الإسلام والمسلمين، بما في ذلك الأفعال الرامية لمهاجمة أو التمييز ضد أو عزل أشخاص بناءاً على افتراضات ارتباطهم بالإسلام أو المسلمين».
شكلت رنيميد ترست عام 1996 لجنة عن المسلمين البريطانيين والإسلاموفوبيا برئاسة غوردون كونواي، نائب مستشار جامعة ساسكس.عنوان تقرير اللجنة كان الإسلاموفوبيا: تحدٍ لنا جميعاً، ونشر من وزير الداخلية السابق جاك سترو. تم تعريف الاسلاموفوبيا وفق التقرير باعتبارها «نظرة إلى العالم تنطوي على كراهية ومخاوف لا أساس لها ضد المسلمين، تؤدي إلى ممارسات تمييزية وإقصائية». وفقاً للتقرير، يشمل ذلك الآراء التي تجادل بأن الإسلام لا يشترك مع الثقافات الأخرى في أي قيمة، أنه أحط وأدنى منزلة من الثقافة الغربية، وينبغي اعتباره قوة سياسية عنيفة وليس مجرد معتقد ديني. تقول رنيميد ترست لا يوجد كيان واحد للأسلاموفوبيا، فهناك «إسلاموفوبيات» ولكل منها خصائص مميزة.

## الأصول والأسباب

### تاريخ المصطلح
وردت إحدى الاستخدامات الأولى لهذا المصطلح في السيرة الذاتيّة للنبي محمد التي كتبها المُفكِّر الجزائريّ سليمان بن إبراهيم والرسَّام ألفونس دينيت. ولأنهما يكتبان في فرنسا، استخدما مصطلح رهاب الإسلام. كتب روبن رتشاردسون في النسخة الإنجليزيّة من الكتاب أن المصطلح لا يُترجم إلى «الإسلاموفوبيا/رهاب الإسلام» لكن إلى «المشاعر المناوئة للإسلام». ذكر داهو إيزرهوني العديد من الاستخدامات الأخرى للمصطلح تعود إلى 1910 ومن 1912 و1918 في فرنسا. لم تحظى تلك الاستخدامات الأولى للمصطلح بنفس دلالة المصطلح في الاستخدام الحديث حسب إشارة كريستوفر ألين، حيث وصفوا الخوف من الإسلام بواسطة النسويّات المسلمات والليبراليّين المسلمين، بدلًا من خوف غير المسلمين من المسلمين. على الجانب الآخر، يجادل فرناندو برافو لوبيز أن استخدام سليمان ودينيت للمصطلح يُعتبر نقدًا للعداء الشديد الذي يظهره الأصوليّ البلجيكيّ هنري لامينس للإسلام، حيث رأوا أن مشروعه «حملة زائفة علميًّا لإسقاط الإسلام إلى الأبد».
ظهر الاستخدام الأول للمصطلح في اللغة الإنجليزيّة، طبقًا لقاموس أكسفورد، في 1923 في مقال في «مجلة الدراسات اللاهوتيّة The Journal of Theological Studies». دخل المصطلح بعد ذلك للاستخدام العام بنشر تقرير رونيميدي ترست عام 1997. «أكَّد كوفي عنان في مؤتمر عام 2004 بعنوان [مواجهة الإسلاموفوبيا] على أهمية صياغة هذا المصطلح من أجل مواجهة التعصُّب المتزايد للإسلام».

### الآراء المتباينة عن الإسلام
أثار تقرير رونيميدي الآراء «المغلقة» في مواجهة الآراء «المفتوحة» عن الإسلام، وصرَّح أن الآراء المغلقة تتوافق مع رهاب الإسلام:
1. يُنظر للإسلام باعتباره دين متحجِّر وثابت ولا يتجاوب مع التغيُّرات
2. يُنظر إليه بأنه منفصل و«غيريّ». أي أنه لا يحتوي على قيم يتشاركها مع الثقافات الأخرى، فلا يؤثِّر عليهم ولا يتأثر بهم
3. يُنظر إليه بأنه أحط منزلة من الغرب، ويُقال أنه بربريّ وغير عقلانيّ وبدائيّ ومُتحيِّز جنسيًّا
4. يُنظر إليه بأنه دين عنيف وعدوانيّ وخطر ويُشجِّع على الإرهاب ويدعم تصادم الحضارات
5. يُقال أنه أيديولوجيا سياسيّة تُستخدم للأغراض السياسيّة والعسكريّة
6. تُستعمل العداوة ضد الإسلام لتبرير الممارسات التمييزيّة ضد المسلمين واستثنائهم من المجتمع
7. تُعتبر العداوة ضد الإسلام أمرًا طبيعيًّا ومعياريًّا
8. يغض الغرب الطرف عن أي انتقادات له من المسلمين

تُواجه تلك الآراء المغلقة عن الإسلام بالآراء المفتوحة في التقرير، حيث تحترم تلك الآراء المفتوحة الإسلام وتسمح بالخلاف المشروع والحوار والنقد. 

### سياسات الهويّة
يُقترح أن رهاب الإسلام مرتبط بسياسات الهويّة ويُعطي المتمسكون به فوائد تكوين هويّة في معارضة الإسلام بصورته السلبيّة. يحدث ذلك في شكل الصواب الذاتيّ ولوم صنَّاع الهويّة، تكتب دافينا بهاندار:
إنها ترى ذلك فخًا أنطولوجيًّا يعيق تصور الثقافة كشيء «يتموضع ماديًّا في ممارسات الحياة اليوميّة، ويقع في إطار الزمان والمكان وليس على المستوى المجرَّد عن عادة أو ثقافة ما فقط». في بعض المجتمعات، يكتسب المفهوم ظهيرًا ماديًّا بسبب النظر إلى الإسلام كـ«آخر» قوميّ، حيث يقوم عزلهم والتمييز ضدهم على أساس دينهم وحضارتهم المختلفة عن هويّة وتقاليد الممارسين للتمييز. من الأمثلة على ذلك التمييز الواقع على الباكستانيّين والجزائريّين المهاجرين إلى بريطانيا وفرنسا بالتحديد. طبقًا لمالكولم براون وروبرت ميلز، يتقاطع هذا الموقف مع العنصريّة، بالرغم من أن رهاب الإسلام نفسه ليس نوعًا من العنصريّة. يكتب براون وميلز أن الخطاب الرهابيّ يتسم بجمع ثلاث مستويات وهي الجنسيّة (سعوديّ مثلًا) والدين (مسلم) والسياسة (إرهابيّ، أصوليّ) بالرغم من أن معظم الأديان الأخرى ليست مرتبطة بالإرهاب أو الإثنيّة أو التمييز القوميّ. ويشيران إلى أن «العديد من عمليات التنميط والمعلومات المغلوطة التي تساهم في بلورة الإسلاموفوبيا لها جذور ترجع إلى مفهوم مُعيَّن عن الإسلام».
أنتجت عمليات التنميط ثنائيّة الطريقة، الناتجة عن رهاب الإسلام، بعض الخطابات الجدليّة الشائعة، مثل التوجهات الليبراليّة تجاه مساواة الجندر والمثليين. حذَّرت «كريستينا هو» من تأطير مساواة الجندر داخل إطار استعماريّ أو أبويّ، قائلة أن ذلك ربما يحدُّ من قدرة النساء من الحديث عن مشاكلهن ومخاوفهن.

### علاقته بالأيديولوجيات
تجادل كورا أليكسا دوفنغ، العالمة في مركز دراسات الهولوكوست والأقليات الدينيّة في النرويج، أن هناك تشابهات واضحة بين الخطاب الرهابيّ ضد الإسلام وبين معاداة الساميّة في فترة ما قبل النازيّة في أوروبا. من ضمن المخاوف القائمة تلك المتعلِّقة بالتهديدات التي يتعرَّض لها نمو الأقليات وتهديدات على دور العبادة والتقاليد الدينيّة وشكوك بشأن إمكانية تضمينهم في المجتمع، ومخاوف حول جرائم جنسيّة ومخاوف مبنيّة على شعور بالدونيّة الثقافيّة تاريخيًا، وعداء لقيم التنوير الأوروبيّ الحديث.
يجادل ماتي بونزي أن هناك اختلافات واضحة بين رهاب الإسلام ومعاداة الساميّة. حيث كانت معاداة الساميّة وثيقة الارتباط بعمليات البناء القوميّ الأوروبيّة، فهو يرى رهاب الإسلام كتخوُّف على الحضارة الأوروبيّة كنقطة مركزيّة. وعلى الجانب الآخر ترى دوفنغ أن الخطاب الرهابيّ يشمل عنصرًا قوميًّا على الأقل في النرويج.
وللمزيد من التشابهات والاختلافات بين رهاب الإسلام ومعاداة السامية، يقول سابين شيفر، رئيس معهد المسئوليّة الإعلاميّة في إيرلانجين، مُعرِّفًا رهاب الإسلام بأنه عنصريّة ضد المسلمين. ويشير إلى وجود اصطلاحات متشابهة مثل «تهويد/أسلمة» وتشبيهات مثل «دولة داخل الدولة»، تستخدم للإشارة إلى اليهود والمسلمين. إضافة لذلك يستخدم الخطابان بعض الأدوات الخطابيّة و«أوامر دينيّة» من المفترض أنها مثبتة بالمصادر الدينيّة، ونظريات مؤامرة.
تنشأ الاختلافات بين رهاب الإسلام ومعاداة الساميّة في الخطر على «الغرب المسيحيّ». حيث يُنظر إلى المسلمين بنظرة «دونيّة» و«خطر خارجيّ»، بينما يُنظر إلى اليهود بأنهم ذوو قوة مطلقة و«خطر داخليّ» خفيّ.
يصف «العمل الاجتماعيّ والأقليات: وجهات نظر أوروبيّة Social Work and Minorities: European Perspectives» رهاب الإسلام كنوعٍ جديدٍ من العنصريّة في أوروبا، مجادلًا أن «رهاب الإسلام هو شكل آخر من العنصريّة مثل معاداة الساميّة، وهو مصطلح منتشر في أوروبا كنظير لمصطلحات أخرى مثل العنصريّة والتعصُّب والخوف من الآخر». يعتبر إدوارد سعيد رهاب الإسلام، كما يذكر في الاستشراق، أنه يندرج تحت تقليد أوروبيّ قديم مُعادي للساميّة. بينما يلاحظ آخرون أن هناك انتقال من معاداة الآسيويّين إلى معادة العرب ثم معاداة الإسلام، بينما يقول البعض أنه عنصرة للدين.
طبقًا لتقرير عن مؤسسة بريطانيّة معاديّة للعنصريّة، تتحالف جماعة «واجه الجهاد» مع منظمات أخرى في أمريكا وأوروبا، حتى وصل عدد الهيئات المتحالفة إلى 190 مجموعة، يشاركون جميعًا في نشر الخطاب الرهابيّ ضد الإسلام. يكتب إنجريد رامبرغ في «رهاب الإسلام ونتائجه على الشباب» قائلًا: «إن رهاب الإسلام انتهاك لحقوق الإنسان وتهديد للتماسك الاجتماعيّ، سواءً كان في شكل العنصريّة اليوميّة والتمييز أو في أشكال أكثر تطرفًا». كما يسمِّي الأستاذ في جامعة جورج تاون، جون إسبوسيتو رهاب الإسلام بأنه «معاداة الساميّة الجديدة».
وفي استطلاع للمسلمين الأمريكيّين عام 2018، وجد معهد السياسة الاجتماعيّة أن الذين سجلوا نتائج أعلى في مؤشر رهاب الإسلام (أي كانوا أكثر رهبة) كانوا مرتبطين بـ:
- موافقة أكبر على استهداف المدنيّين، سواء أكانت مجموعة عسكريّة أو فرديّة
- قبول ضمنيّ لتقليل الحريّة الصحفيّة والمؤسسيّة لرقابة هجوم إرهابيّ محتمل
- دعم أكبر لما يُطلق عليه «حظر إسلاميّ» ومراقبة المساجد الأمريكيّة (أو منع بنائها من الأساس)

### معارضة التعدد الثقافيّ
طبقًا لجبريل مارانشي، ترتبط زيادة حدة رهاب الإسلام في الغرب بارتفاع انتقادات تعدد الثقافات. يستنتج مارانشي أن رهاب الإسلام هو خوف من تعدد الثقافات والتأثير المُربك الذي ربما يُحدثه الإسلام على أوروبا والغرب في العموم خلال العمليات بين-الثقافيّة.

## مظاهر

### وسائل الإعلام
وفقًا لإليزابيث بول في موسوعة الدراسات العرقية والإثنية ، فقد تم انتقاد وسائل الإعلام لارتكابها رهاب الإسلام. تستشهد بدراسة حالة فحصت عينة من المقالات في الصحافة البريطانية بين عامي 1994 و 2004، والتي خلصت إلى أن وجهات نظر المسلمين كانت ممثلة تمثيلا ناقصا وأن القضايا التي تنطوي على المسلمين عادة ما تصورهم في ضوء سلبي. مثل هذه الصور، حسب بول، تشمل تصوير الإسلام والمسلمين كتهديد للأمن والقيم الغربية.  كتب بن وجواد أن العداء للإسلام والمسلمين «يرتبط ارتباطًا وثيقًا بالتصوير الإعلامي للإسلام على أنه همجي وغير عقلاني وبدائي ونوع من الجنس».  يستشهد إيجوروفا وتيودور بالباحثين الأوروبيين في الإشارة إلى أن التعبيرات المستخدمة في وسائل الإعلام مثل «الإرهاب الإسلامي» و «القنابل الإسلامية» و «الإسلام العنيف» قد أسفرت عن تصور سلبي للإسلام. انتقد كتاب جون إي ريتشاردسون (Miss) لعام 2004 (الإسلام) الذي يمثل الإسلام: العنصرية والخطابة في الصحف البريطانية الواسعة ، وسائل الإعلام البريطانية لنشرها الصور النمطية السلبية عن المسلمين وإثارة التحامل ضد المسلمين. في دراسة أخرى أجراها جون ريتشاردسون، وجد أن 85 ٪ من المقالات في الصحف السائدة تعاملت مع المسلمين ككتلة متجانسة تم تصورها على أنها تهديد للمجتمع البريطاني.
في عام 2009، انتقد مهدي حسن من صحيفة نيو ستيتسمان الإعلام الغربي بسبب الإفراط في الإبلاغ عن عدد قليل من الحوادث الإرهابية الإسلامية ولكنه قلل من عدد الهجمات الإرهابية غير الإسلامية المخطط لها والتي نفذها «الأشخاص البيض غير الإيرلنديين». تشير دراسة أجريت عام 2012 إلى أن المسلمين في مختلف الدول الأوروبية، مثل فرنسا وألمانيا والمملكة المتحدة، يعانون من أعلى درجات الخوف من الإسلام في وسائل الإعلام. شخصيات إعلامية متهمة بالإرهاب. وصفها النعي في الجارديان للصحفية الإيطالية أوريانا فلاتشي بأنها «سيئة السمعة بسبب رهاب الإسلام» [هكذا]. نشر معهد السياسة الاجتماعية والتفاهم تقريراً في عام 2018 حيث صرحوا فيه: «فيما يتعلق بالتغطية الإعلامية المطبوعة، تلقى الجناة المسلمون ضعف الكمية المطلقة للتغطية الإعلامية مثل نظرائهم غير المسلمين في حالات أعمال العنف المكتملة. بالنسبة إلى المؤامرات» الفاشلة«، تلقوا التغطية الإعلامية سبعة أضعاف ونصف نظرائهم.» 
صاغ المصطلح «صناعة رهاب الإسلام» بواسطة «ناثان لين» و «جون إسبوزيتو» في كتاب 2012 «رهاب الإسلام: كيف يصنع الحق الخوف من المسلمين» . على عكس علاقة المشتري والبائع، فهي علاقة المنفعة المتبادلة، حيث تتقارب الأيديولوجيات والميول السياسية لدفع نفس الأجندة. منذ ذلك الحين تمت مناقشة «صناعة رهاب الإسلام» من قبل علماء آخرين بمن فيهم جوزيف كامينسكي،  حاتم بازيان،  أرلين شتاين، زكية سالم، رضا أصلان،  أردوغان شيبولي، وديبا كومار، ورسم الأخير مقارنة بين «صناعة الخوف من الإسلام» وعصر الحرب الباردة المكارثية.
تعمل بعض وسائل الإعلام بشكل صريح ضد رهاب الإسلام. في عام 2008، نشرت النزاهة والدقة في إعداد التقارير ("FAIR") دراسة بعنوان «Smearcasting ، وكيف ينتشر الإسلاموفوف التعصب والخوف والتضليل». يستشهد التقرير بالعديد من الحالات التي قام فيها السائدون أو المقربون من التيار السائد من الصحافيين والمؤلفين والأكاديميين بإجراء تحليلات تجعل السمات السلبية جزءًا لا يتجزأ من التكوين الأخلاقي للمسلمين. أنشأ FAIR أيضًا «منتدى لمناهضة الإسلاموفوبيا والعنصرية»، صُمم لمراقبة التغطية في وسائل الإعلام وإقامة حوار مع المنظمات الإعلامية. في أعقاب هجمات 11 سبتمبر 2001، تم تقديم «أسبوع التوعية الإسلامية» للجمعية الإسلامية في بريطانيا و «أفضل مهرجان للإسلام البريطاني» لتحسين العلاقات المجتمعية وزيادة الوعي بالإسلام. في عام 2012، ذكرت منظمة التعاون الإسلامي أنها ستطلق قناة تلفزيونية لمواجهة رهاب الإسلام.
هناك حالات متنامية من رهاب الإسلام في السينما الهندية، أو بوليوود، في أفلام مثل عامر (2008)، نيويورك (2009) و My Name is Khan (2010)، وهو ما يتوافق مع المشاعر المتزايدة المناهضة للأقليات التي تبعت عودة ظهور الحق الهندوسي.

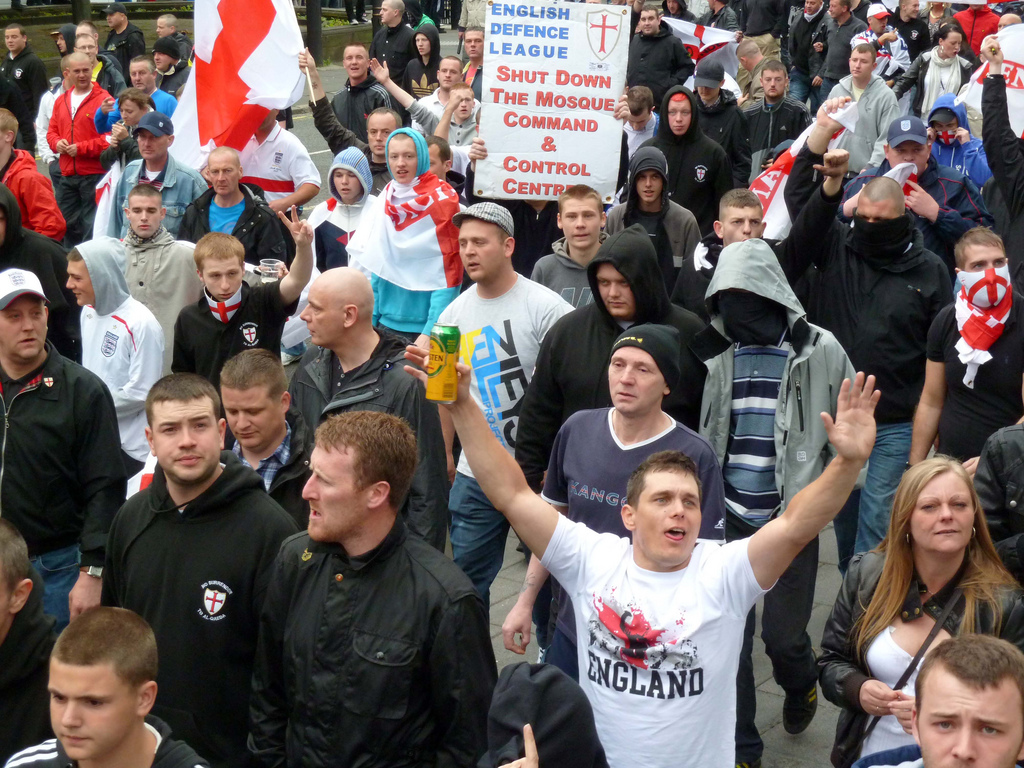
مظاهرة رابطة الدفاع الإنجليزية.تقرأ اللافتة أغلق مركز القيادة والسيطرة في المسجد.

### المؤسسات
قدّر تقرير من جامعة كاليفورنيا بيركلي ومجلس العلاقات الأمريكية الإسلامية أن 206 million دولار أمريكي تم تمويله لـ 33 مجموعة كان هدفها الأساسي «تعزيز التحيز ضد الإسلام والمسلمين أو كراهيتهم» في الولايات المتحدة بين عام 2008 و 2013، مع ما مجموعه 74 مجموعة تساهم في رهاب الإسلام في الولايات المتحدة خلال تلك الفترة.
أوقفوا أسلمة أمريكا (SIOA) ومبادرة الدفاع عن الحرية بوصفهما مجموعات كره من قبل رابطة مكافحة التشهير  ومركز قانون الفقر الجنوبي. في أغسطس 2012، استحدثت SIOA دعاية إعلامية من خلال رعاية لوحات إعلانية في محطات مترو الأنفاق في مدينة نيويورك تزعم أنه كان هناك 19250 هجومًا إرهابيًا من قبل المسلمين منذ أحداث 11 سبتمبر، قائلة «إنها ليست رهاب الإسلام، إنها الإسلاموية». وقت لاحق إعلانات تقول «في أي حرب بين الرجل المتحضر والوحشي، ودعم الرجل المتحضر. ادعم إسرائيل. هزيمة الجهاد.» أدانت عدة مجموعات الإعلانات باعتبارها«خطاب الكراهية» عن جميع المسلمين  بينما دافعت مجموعات أخرى عن الإعلان باعتباره انتقادًا ضيقًا للجهادية العنيفة. في أوائل كانون الثاني (يناير) 2013، أطلقت مبادرة فريدوم للدفاع إعلانات بجانب 228 ساعة في 39 محطة لمترو الأنفاق في نيويورك تُظهر هجمات عام 2001 على مركز التجارة العالمي مع اقتباس نسب إلى الآية 151 من السورة 3 من القرآن (آل عمران): «سنلقي في قلوب الذين كفروا الرعب». أصرت هيئة المرور العابر في مدينة نيويورك، التي قالت إنها ستضطر إلى حمل الإعلانات على أساس التعديل الأول، على احتواء 25٪ من الإعلان على إخلاء من سلطة العبور. كما تم انتقاد هذه الإعلانات.
وصفت رابطة الدفاع الإنجليزية (EDL)، وهي منظمة في المملكة المتحدة، بأنها معادية للمسلمين. تم تشكيلها في عام 2009 لمعارضة ما تعتبره انتشارًا للإسلاميين والشريعة الإسلامية والتطرف الإسلامي في المملكة المتحدة. غادر القائد السابق لـ EDL ، تومي روبنسون، المجموعة عام 2013 قائلًا إنها أصبحت متطرفة جدًا وأن الاحتجاجات في الشوارع لم تكن فعالة.
علاوة على ذلك، لاحظ مايكل لافاليت تفجيرات لندن التي وقعت في 7 يوليو 2005 والجهود الناتجة عن ذلك من قبل السلطات المدنية وسلطات إنفاذ القانون البريطانية للمساعدة في طلب مساعدة المسلمين البريطانيين في تحديد التهديدات المحتملة لإثبات الوقاية باعتبارها رهابا إسلاميا مؤسسيا. تدعي لافاليت أن هناك استمرارية بين الحكومتين البريطانيتين السابقتين حول الوقاية التي تهدف إلى منع الشباب المسلم من التضليل والتوجيه الخاطئ والتجنيد من قبل المتطرفين الذين يستغلون المظالم من أجل مساعيهم «الجهادية». إن المطالبة والتركيز على المجتمعات المسلمة والشباب المسلم لمنع حدوث حالات في المستقبل، من قبل السلطات، هو في حد ذاته كراهية الإسلام، حيث أن إشراك المجتمعات الإسلامية سوف يبرز ويؤيد تعاطفهم مع بريطانيا وينفي التهديدات المتصورة من داخل مجتمعاتهم.

### الرأي العام

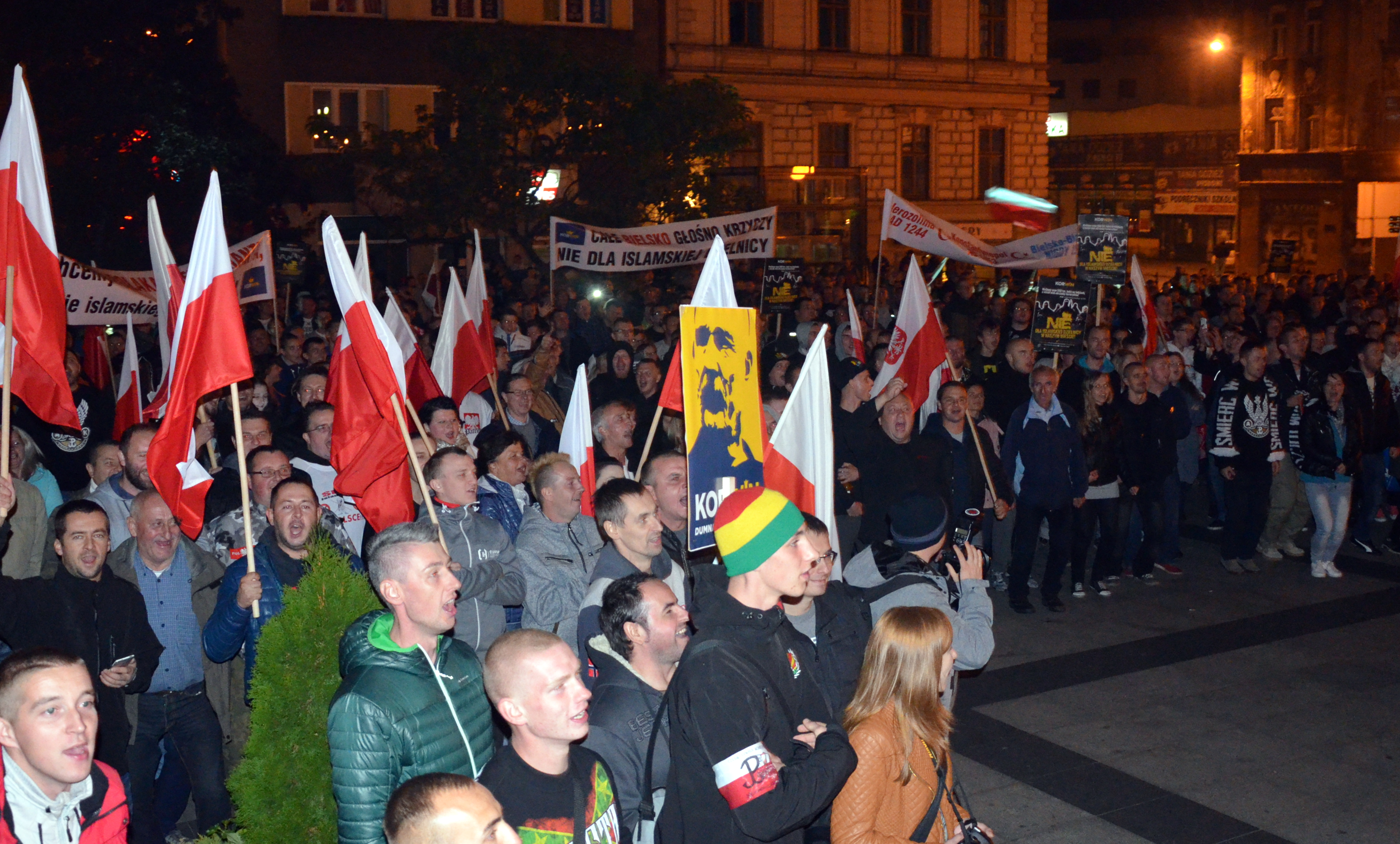
مسيرة مناهضة للإسلام في بولندا عام 2015

يختلف مدى المواقف السلبية تجاه المسلمين في أنحاء مختلفة من أوروبا.
| \| وجهات نظر غير مقبولة عن المسلمين، 2016[63] \| وجهات نظر غير مقبولة عن المسلمين، 2016[63] \| وجهات نظر غير مقبولة عن المسلمين، 2016[63] \| وجهات نظر غير مقبولة عن المسلمين، 2016[63] \| وجهات نظر غير مقبولة عن المسلمين، 2016[63] \| \| ------------------------------------------ \| ------------------------------------------ \| ------------------------------------------ \| ------------------------------------------ \| ------------------------------------------ \| \| Country \| Country \| \| Percent \| Percent \| \| المجر \| المجر \| \| 72% \| 72% \| \| إيطاليا \| إيطاليا \| \| 69% \| 69% \| \| بولندا \| بولندا \| \| 66% \| 66% \| \| اليونان \| اليونان \| \| 65% \| 65% \| \| إسبانيا \| إسبانيا \| \| 50% \| 50% \| \| هولندا \| هولندا \| \| 35% \| 35% \| \| السويد \| السويد \| \| 35% \| 35% \| \| فرنسا \| فرنسا \| \| 29% \| 29% \| \| ألمانيا \| ألمانيا \| \| 29% \| 29% \| \| المملكة المتحدة \| المملكة المتحدة \| \| 28% \| 28% \| |                 |  |         |         |
| وجهات نظر غير مقبولة عن المسلمين، 2016 |                 |  |         |         |
| Country | Country         |  | Percent | Percent |
| المجر | المجر           |  | 72%     | 72%     |
| إيطاليا | إيطاليا         |  | 69%     | 69%     |
| بولندا | بولندا          |  | 66%     | 66%     |
| اليونان | اليونان         |  | 65%     | 65%     |
| إسبانيا | إسبانيا         |  | 50%     | 50%     |
| هولندا | هولندا          |  | 35%     | 35%     |
| السويد | السويد          |  | 35%     | 35%     |
| فرنسا | فرنسا           |  | 29%     | 29%     |
| ألمانيا | ألمانيا         |  | 29%     | 29%     |
| المملكة المتحدة | المملكة المتحدة |  | 28%     | 28%     |

داخل الولايات المتحدة على وجه التحديد، على الرغم من ارتفاع رهاب الإسلام، وجد معهد السياسة والتفاهم الاجتماعي (ISPU) أيضًا أن معظم الأميركيين «يظلون صامدين في التزامهم بالحريات الأساسية في البلاد»، ومن بينها حرية دين. قال 86 ٪ من جميع الأمريكيين الذين شملهم الاستطلاع من قبل ISPU إنهم يريدون «العيش في بلد لا يستهدف أحد بسبب هويتهم الدينية»، وقال 83 ٪ من عامة الجمهور لـ ISPU أنهم يؤيدون «حماية الحقوق المدنية للمسلمين الأميركيين»، وعموما 66٪ من الأميركيين «يعتقدون أن الخطاب السياسي السلبي تجاه المسلمين يضر بالولايات المتحدة». يبدو أن الأميركيين العاديين يدركون حقيقة أن رهاب الإسلام ينتج عنه نتائج تمييزية بالنسبة للمسلمين في أمريكا، حيث وافق 65٪ من عامة الناس. ”
يعرض الرسم البياني أدناه البيانات التي تم جمعها من استطلاع المسلمين الأمريكي ISPU 2018  الذي شمل ست مجموعات دينية مختلفة في الولايات المتحدة. تم طلب البيانات الواردة في هذا المخطط للمشاركين الذين استجابوا بعد ذلك على مقياس من أوافق بشدة على عدم الموافقة بشدة. يتم توضيح النسبة المئوية الإجمالية لمن أجابوا وأوافقوا بشدة على ما يلي (ملاحظة: عبارة "W. Evang." تعني White Evangelical ، والتي كانت الدراسة الاستقصائية الديمغرافية المحددة):
السؤال 1: «أريد أن أعيش في بلد لا يُستهدف فيه أحد بسبب هويته الدينية».
السؤال 2: «الأشياء السلبية التي يقولها السياسيون بشأن المسلمين ضارة ببلدنا».
السؤال 3: «معظم المسلمين الذين يعيشون في الولايات المتحدة ليسوا أكثر مسؤولية عن أعمال العنف التي يرتكبها مسلم من أي شخص آخر».
السؤال 4: «معظم المسلمين الذين يعيشون في الولايات المتحدة هم ضحايا التمييز بسبب عقيدتهم».
- Question 1 (% Net agree)
- Question 2 (% Net agree)
- Question 3 (% Net Agree)
- Question 4 (% Net agree)

يمثل الجدول أدناه مؤشر رهاب الإسلام، أيضًا من استطلاع ISPU لعام 2018. تعرض هذه البيانات فهرسًا للإسلاموفوبيا بين الجماعات الدينية في الولايات المتحدة.
| معظم المسلمين الذين يعيشون في الولايات المتحدة... (٪ تظهر صافي الموافقين) | مسلم | يهودي | كاثوليكي | البروتستانت. | الإنجيلية البيضاء | غير التابعة | عامة الناس |
| ------------------------------------------------------------------------- | ---- | ----- | -------- | ------------ | ----------------- | ----------- | ---------- |
| أكثر عرضة للعنف                                                           | 18%  | 15٪   | 12%      | 13%          | 23%               | 8%          | 13%        |
| التمييز ضد المرأة                                                         | 12%  | 23%   | 29%      | 30 ٪         | 36٪               | 18%         | 26%        |
| معادون للولايات المتحدة                                                   | 12%  | 13%   | 9%       | 14٪          | 23%               | 8%          | 12%        |
| هم أقل تحضرا من الآخرين                                                   | 8%   | 6%    | 4%       | 6%           | 10%               | 1%          | 6%         |
| يتحملون مسؤولية جزئية عن أعمال العنف التي يرتكبها مسلمون آخرون            | 10%  | 16%   | 11%      | 12%          | 14٪               | 8%          | 12%        |
| الفهرس (من 0 إلى 100 كحد أقصى)                                            | 17   | 22    | 22       | 31           | 40                | 14          | 24         |

### الخوف من الإسلام
كما أبرز ISPU اتجاهًا معينًا فيما يتعلق بالمشاعر المعادية للمسلمين في رهاب الإسلام داخل الولايات المتحدة بين السكان المسلمين أنفسهم. عندما سئلوا عما إذا كانوا يشعرون أن معظم الناس يريدون أن يخجلوا من هويتهم الدينية، وافق 30 ٪ من المسلمين (وهي نسبة أعلى من أي جماعة دينية أخرى). عندما سئلوا عما إذا كانوا يعتقدون أن مجتمعهم الديني كان أكثر عرضة للسلوك السلبي من المجتمعات الدينية الأخرى، وافق 30٪ من المسلمين، مرة أخرى، على نسبة مئوية أعلى من الجماعات الدينية الأخرى.

## اتجاهات
أصبحت رهاب الإسلام موضوعًا يتسم بأهمية اجتماعية وسياسية متزايدة.  وفقًا لبن وجواد، ازداد الخوف من الإسلام منذ فتوى آية الله الخميني عام 1989 التي تحرض المسلمين على محاولة قتل سلمان رشدي، مؤلف كتاب "الآيات الشيطانية" ، ومنذ هجمات 11 سبتمبر (2001).  يكتب عالم الأنثروبولوجيا ستيفن فيرتوفيتش أن النمو المزعوم في رهاب الإسلام قد يرتبط بزيادة الوجود الإسلامي في المجتمع والنجاحات.   يقترح نموذجًا دائريًا، حيث تؤدي العداوة المتزايدة تجاه الإسلام والمسلمين إلى اتخاذ تدابير مضادة حكومية مثل المبادئ التوجيهية المؤسسية والتغييرات في التشريعات، والتي قد تؤجج في حد ذاتها مزيدًا من الخوف من الإسلام بسبب زيادة استيعاب المسلمين في الحياة العامة. ويختتم Vertovec: «مع تحول المجال العام لتوفير مكان أكثر وضوحًا للمسلمين، قد تتضخم الميول المعادية للإسلام».  

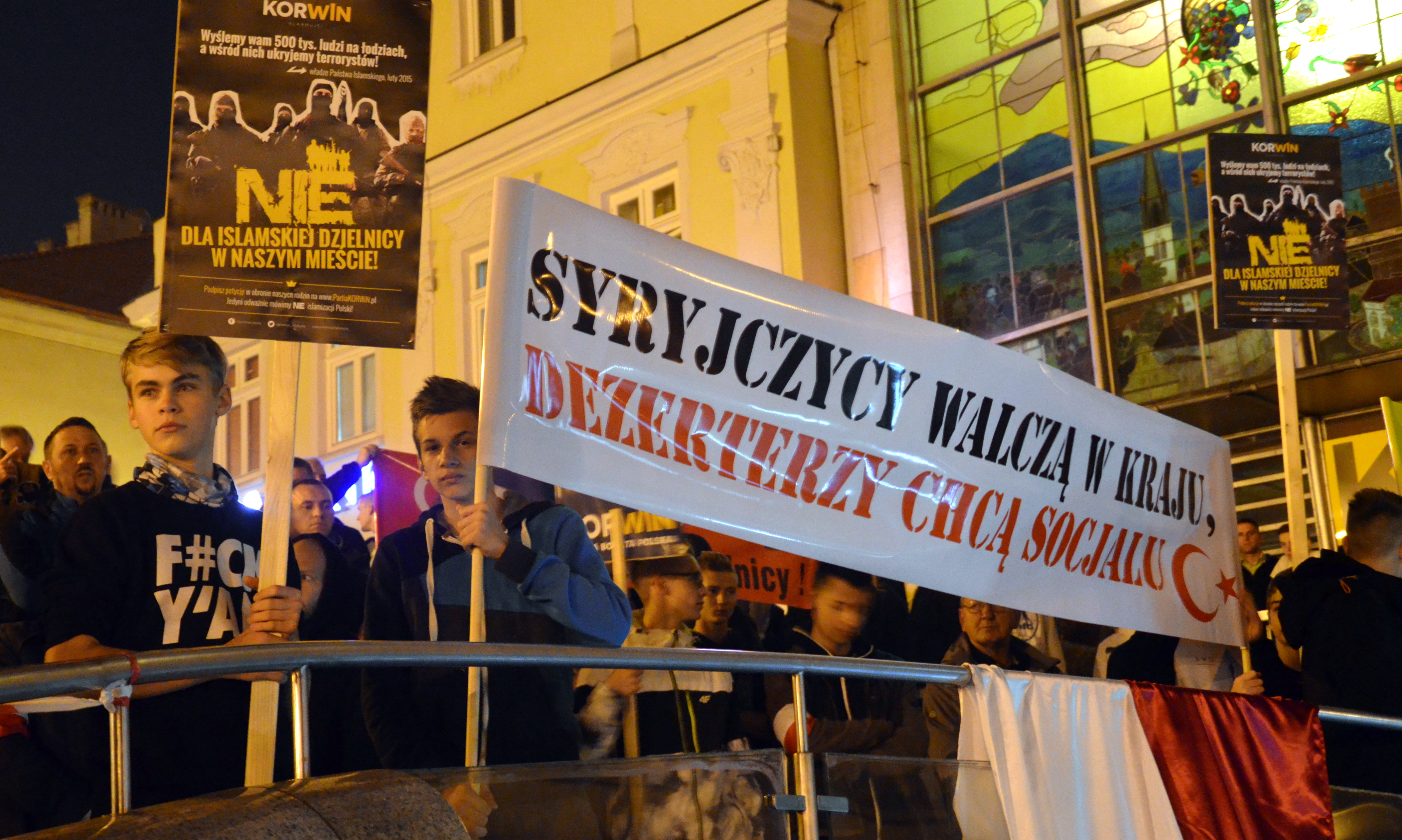
مظاهرة مناهضة للإسلام في بولندا

يزعم باتل، همفريز، ونايك (1998) أن «رهاب الإسلام كان موجودًا دائمًا في الدول والثقافات الغربية. في العقدين الأخيرين، أصبح الأمر واضحًا وصريحًا ومتطرفًا.»    ومع ذلك، ينص Vertovec (2002) على أن البعض قد لاحظ أن رهاب الإسلام لم يتصاعد بالضرورة في العقود الماضية، ولكن هناك تم زيادة التدقيق العام فيه.   وفقًا لعبد الجليل ساجد، أحد أعضاء لجنة رونيميد ترست المعنية بالمسلمين البريطانيين وكراهية الإسلام، فإن «الإسلاموفوبيا» كانت موجودة في سلالات مختلفة عبر التاريخ، مع كل نسخة لها سماتها المميزة الخاصة بها وكذلك أوجه التشابه أو التعديلات من غيرها.
في عام 2005، كتب ضياء الدين سردار، عالم إسلامي، في صحيفة نيو ستيتسمان أن رهاب الإسلام ظاهرة أوروبية واسعة الانتشار. وأشار إلى أن كل دولة لها شخصيات سياسية معادية للمسلمين، مستشهداً بجان ماري لوبان في فرنسا ؛ بيم فورتوين في هولندا ؛ وفيليب فان دير ساند من فلامس بلوك، الحزب القومي الفلمنكي في بلجيكا. جادل سردار بأن أوروبا «ما بعد الاستعمار، لكنها متناقضة». تعتبر الأقليات مقبولة كطبقة من العمال الوضيدين، ولكن إذا أرادوا أن يكون التحامل ضد المسلمين متصاعدًا يرتفع إلى السطح. وقال وولفرام ريختر، أستاذ الاقتصاد بجامعة دورتموند للتكنولوجيا، لسردار: «أخشى أننا لم نتعلم من تاريخنا. خوفي الرئيسي هو أن ما فعلناه لليهود قد نفعله الآن للمسلمين. ان المحرقة القادمة ستكون ضد المسلمين». مخاوف مماثلة، كما لاحظ كينان مالك في كتابه من الفتوى للجهاد، قد أعرب في وقت سابق في المملكة المتحدة من قبل الفيلسوف المسلم شابير اختر في عام 1989، ومسعود شجرة، رئيس ل اللجنة الإسلامية لحقوق الإنسان عام 2000. في عام 2006، زعمت سلمى يعقوب، مستشارة حزب الاحترام، أن المسلمين في بريطانيا «تعرضوا لهجمات تذكرنا بالعاصفة الجماعية لمعاداة السامية في العقود الأولى من القرن الماضي». وصف مالك، وهو زميل أقدم زائر في قسم الدراسات السياسية والدولية والسياسات بجامعة ساري، هذه المزاعم المتعلقة بمحرقة تختمر بأنها «هستيري إلى حد الوهم»؛ في حين تم منح اليهود في ألمانيا هتلر التعيين الرسمي ل Untermenschen ، وكانوا يخضعون لتشريع متصاعد قلل من حقوقهم كمواطنين في نهاية المطاف، أشار مالك إلى أنه في الحالات التي يتم فيها «تمييز المسلمين في بريطانيا، فغالبًا ما يكون ذلك لمعاملة مميزة» مثل تشريع 2005 الذي يحظر «التحريض على الكراهية الدينية» والتمويل الخاص الذي تتلقاه المنظمات والهيئات المسلمة من الحكومة المحلية والوطنية، والأحكام الخاصة المقدمة من أماكن العمل والمراكز المدرسية والترفيهية للمسلمين، وحتى اقتراحات رئيس أساقفة كانتربيري روان ويليامز ورئيس اللورد السابق قاضي القضاة، اللورد فيليبس، يجب إدخال قانون الشريعة في بريطانيا. الحقيقة، كتب مالك، أن شخصيات عامة محترمة مثل أختار وشادجاره ويعقوب تحتاج إلى «درس تاريخي عن المحرقة الحقيقية يكشف كيف أصبحت ثقافة المظالم الإسلامية مشوهة».

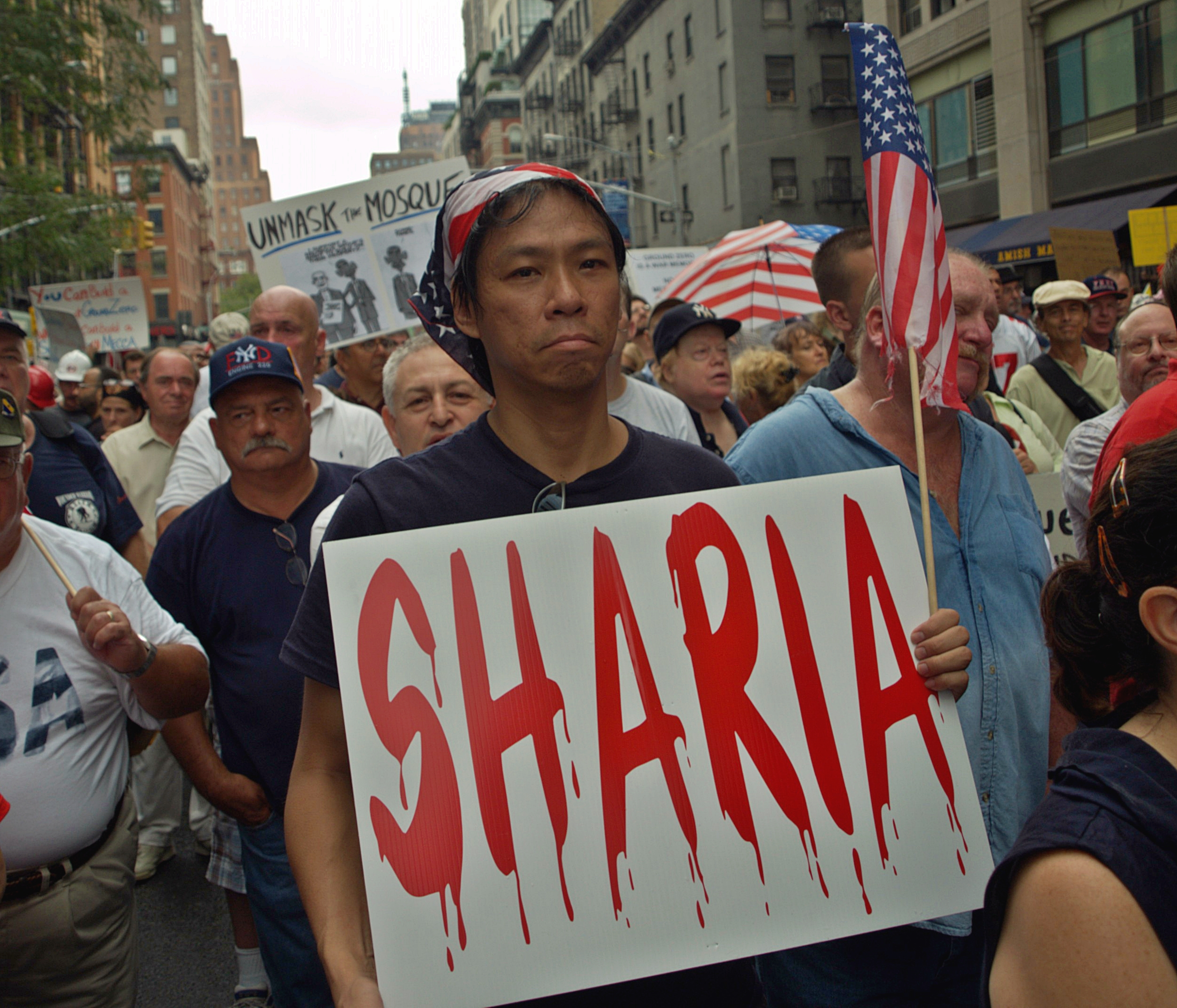
متظاهر يعارض مشروع Park51 ، يحمل علامة ضد الشريعة.

في عام 2006، ذكرت ABC News أن «الرأي العام للإسلام هو أحد ضحايا نزاع ما بعد 11 سبتمبر 2001: ما يقرب من ستة من كل 10 أمريكيين يعتقدون أن الدين عرضة للتطرف العنيف، ونصفهم تقريبا يعتبرونه غير موات، وواحد في أربعة يعترفون بالمشاعر الضارة بحق المسلمين والعرب على حد سواء». كما ذكروا أن 27 بالمائة من الأمريكيين يعترفون بمشاعر تحامل ضد المسلمين. وجدت استطلاعات الرأي التي أجرتها مؤسسة غالوب في عام 2006 أن 40 في المائة من الأميركيين يعترفون بالتحيز ضد المسلمين، ويعتقد 39 في المائة أن على المسلمين أن يحملوا هويات خاصة. ساءت هذه الاتجاهات فقط مع استخدام كراهية الإسلام كتكتيك لحملة خلال الانتخابات الرئاسية الأمريكية لعام 2008 (مع العديد من السياسيين والجمهوريين، بما في ذلك دونالد ترامب، مؤكدًا أن المرشح الديمقراطي باراك أوباما هو مسلم سراً)، خلال فترة منتصف عام 2010 الانتخابات (التي تم خلالها تسمية مركز المجتمع الإسلامي المقترح باسم «مسجد الصفر الأرضي» )، والانتخابات الرئاسية لعام 2016، التي اقترح خلالها المرشح الجمهوري دونالد ترامب حظر دخول جميع المسلمين إلى البلاد. كتب الأستاذ المساعد ديبا كومار أن «رهاب الإسلام يتعلق بالسياسة بدلاً من الدين في حد ذاته»  ، وأن شيطنة العرب والمسلمين في الوقت الحاضر من قبل السياسيين الأمريكيين وغيرهم تعتبر عنصرية وكراهية للإسلام، وتستخدم لدعم ما تصفه حرب ظالمة. حول التأثير العلني لهذا الخطاب، تقول إن «أحد عواقب الهجمات التي لا هوادة فيها على الإسلام والمسلمين من قبل السياسيين ووسائل الإعلام هو أن المشاعر المعادية للإسلام في تزايد». كما أنها تخدع بعض «الأشخاص على اليسار» لاستخدامهم نفس «منطق الإسلاموفوبيا مثل نظام بوش». في هذا الصدد، يؤكد كومار تأكيدات ستيفن شيهي، الذي «يتصور الإسلاموفوبيا على أنه تكوين أيديولوجي في سياق الإمبراطورية الأمريكية. القيام بذلك» يسمح لنا بإزالته من أيدي«الثقافة» أو من أسطورة الخالق أو السلف، سواء أكان شخصًا أو منظمة أو مجتمعًا. «التشكيل الإيديولوجي، في هذا الرواية، هو كوكبة من الشبكات التي تنتج، تتكاثر، تستفيد، وتتحرك في الخطابات المعادية للإسلام.» 
قال الكاتب والباحث عن الدين رضا أصلان أن «رهاب الإسلام أصبح سائداً في هذا البلد لدرجة أن الأمريكيين تم تدريبهم على توقع العنف ضد المسلمين - وليس عذراً، لكن توقع ذلك» 
وجد مسح للمواقف الاجتماعية البريطانية في يناير 2010 أن الرأي العام البريطاني «أكثر ميلًا إلى تبني وجهات نظر سلبية تجاه المسلمين من أي جماعة دينية أخرى»،  مع «شعور واحد فقط من بين كل أربعة» بشعور «إيجابي بالإسلام»، و «ستشعر غالبية البلاد بالقلق إذا تم بناء مسجد في منطقتهم، بينما أعرب 15 في المائة فقط عن قلقهم إزاء افتتاح كنيسة».
قال تقرير صدر عام 2016 عن مجلس العلاقات الإسلامية الأمريكية وجامعة كاليفورنيا ، مركز بيركلي للعرق والجنس، إن الجماعات التي تروج للإسلاموفوبيا في الولايات المتحدة حصلت على 206 مليون دولار أمريكي بين عامي 2008 و 2013. وقال مؤلف التقرير «إن الكراهية التي تمولها هذه الجماعات وتحريضها لها عواقب حقيقية مثل الهجمات على المساجد في جميع أنحاء البلاد والقوانين الجديدة التي تميز ضد المسلمين في أمريكا».
رهاب الإسلام له عواقب. في الولايات المتحدة، أصبح التمييز الديني ضد المسلمين من القضايا المهمة المثيرة للقلق. في عام 2018، وجد معهد السياسة الاجتماعية والتفاهم أنه من بين المجموعات التي خضعت للدراسة، المسلمون هم المجتمع الديني الأكثر عرضة للتمييز الديني، وكانت البيانات على هذا النحو منذ عام 2015. على الرغم من أن 61٪ من المسلمين أبلغوا عن تعرضهم للتمييز الديني على مستوى ما و 62٪ أفادوا بأن معظم الأميركيين يحملون قوالب نمطية سلبية عن مجتمعهم، فقد أفاد 23٪ أنهم يعتقدون أن الإيمان جعلهم يشعرون بأنهم «في غير مكانهم في العالم». هناك تقاطعات مع الهوية العرقية والهوية الجنسية، حيث من المرجح أن يتعرض 73٪ من العرب الذين شملهم الاستطلاع للتمييز الديني، والنساء المسلمات (75٪) والشباب (75٪) هم الأكثر عرضة للإبلاغ عن تعرضهم للتمييز العنصري. ووجدت الدراسة أيضًا أنه على الرغم من أن «معظم المسلمين (86٪) يعربون عن اعتزازهم بهويتهم الدينية، إلا أنهم على الأرجح هم المجموعة التي تمت دراستها للاتفاق على أن الآخرين يريدونهم أن يشعروا بالعار لتلك الهوية (30٪ من المسلمين مقابل 12٪) من اليهود ، 16 ٪ من غير المنتسبين، و 4-6 ٪ من الجماعات المسيحية).» 

### بيانات جرائم الكراهية المعادية للإسلام في الولايات المتحدة
تم جمع البيانات المتعلقة بأنواع جرائم الكراهية من قبل مكتب التحقيقات الفيدرالي الأمريكي (FBI) منذ عام 1992 لتنفيذ إملاءات قانون إحصائيات جرائم الكراهية لعام 1990. تشتمل جرائم جرائم الكراهية على جرائم ضد أشخاص (مثل الاعتداءات) وضد الممتلكات (مثل الحرق العمد)، ويتم تصنيفها حسب الدوافع المختلفة القائمة على العرق والدين وغيرها من الدوافع.

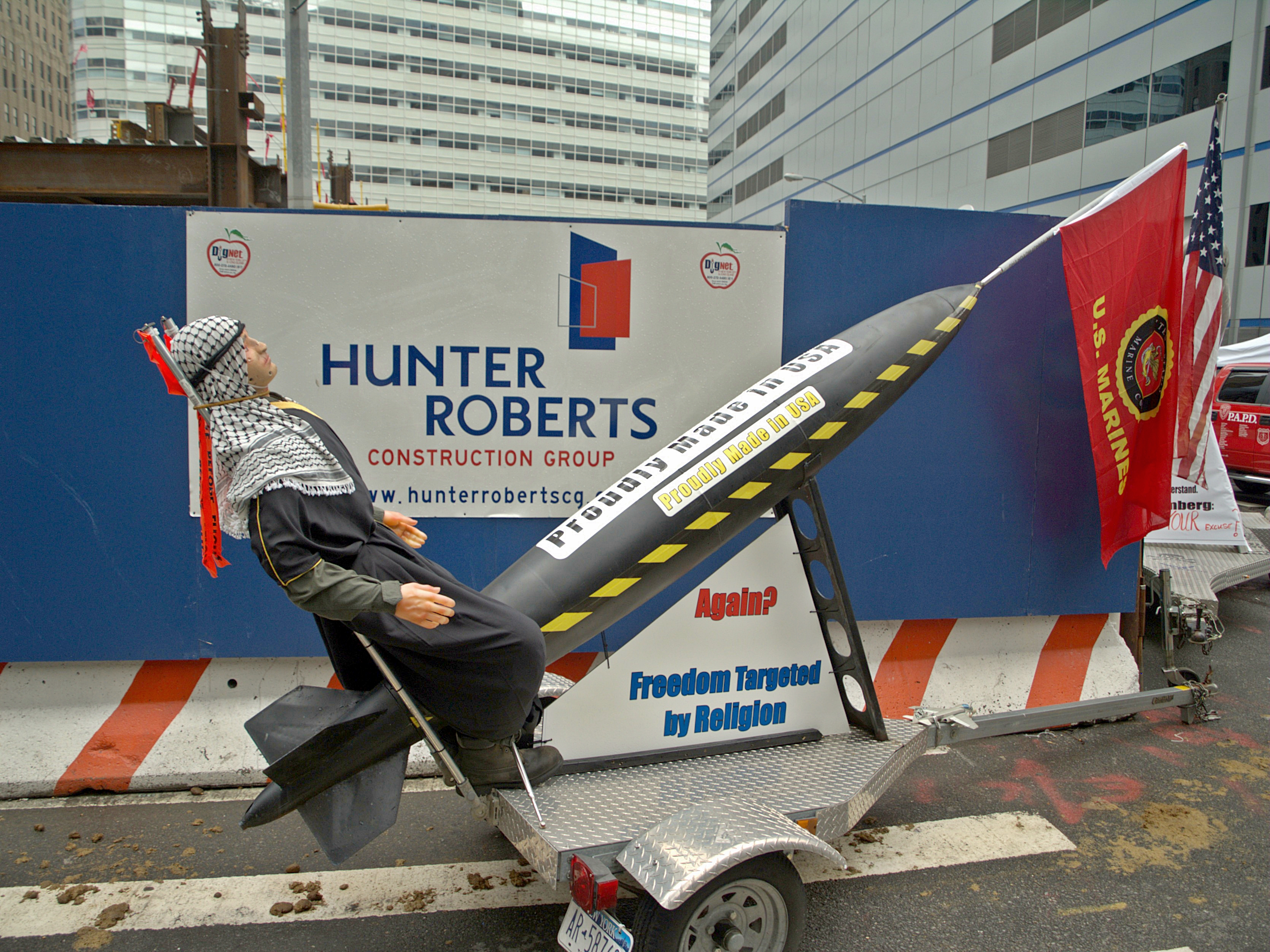
عارضة أزياء ترمز لمسلم في كفية ، مربوطة إلى عرض "صنع في الولايات المتحدة الأمريكية" في احتجاج على Park51 في مدينة نيويورك.

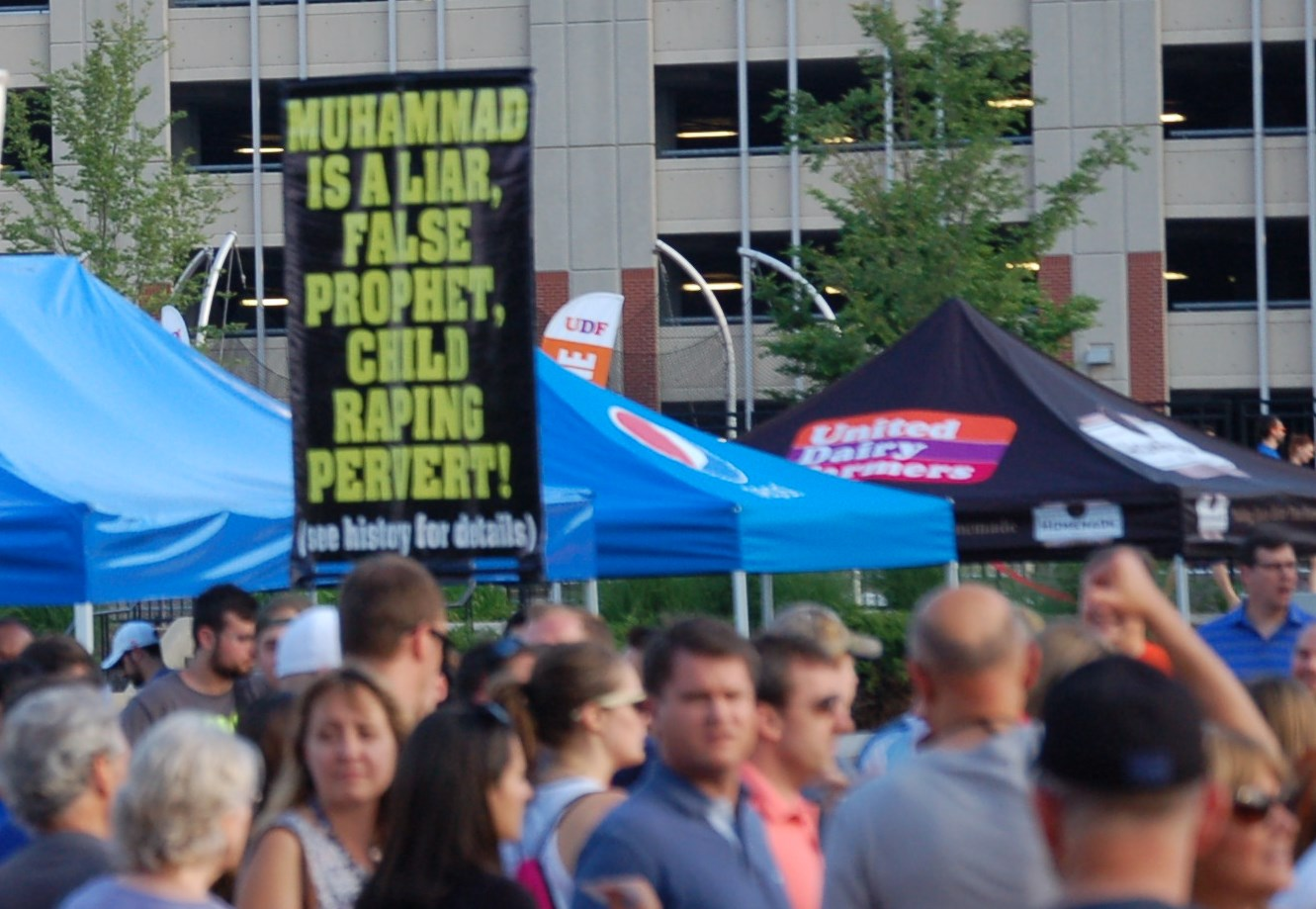
احتجاج في سينسيناتي بولاية أوهايو

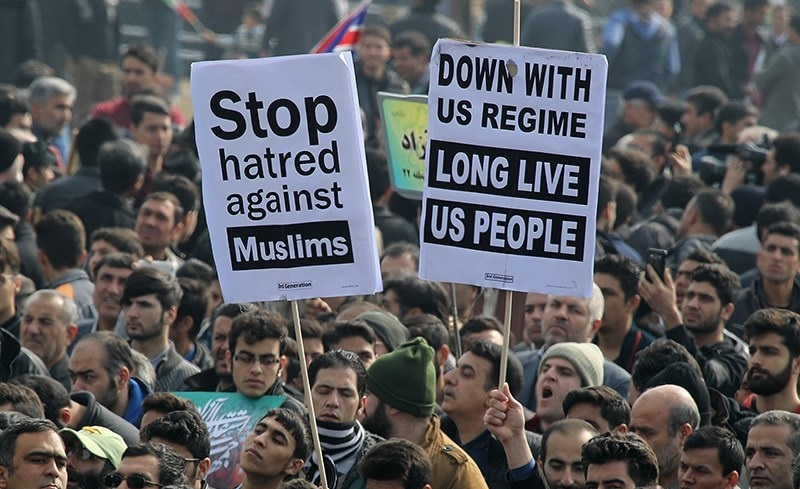
احتجاجات على الأمر التنفيذي 13769 في طهران ، إيران ، 10 فبراير 2017

تشير البيانات إلى أن جرائم الكراهية المعادية للإسلام المسجلة في الولايات المتحدة قفزت كثيرًا في عام 2001. ثم تراجعت جرائم الكراهية المعادية للإسلام، لكنها استمرت بوتيرة أعلى بكثير مما كانت عليه في سنوات ما قبل 2001. هذه الخطوة تتناقض مع الانخفاض في إجمالي جرائم الكراهية والانخفاض في إجمالي الجرائم في الولايات المتحدة منذ التسعينيات.
على وجه التحديد، تقارير مكتب التحقيقات الفيدرالي السنوية لإحصائيات جرائم الكراهية من 1996 إلى 2013 توثق متوسط أعداد الجرائم المعادية للإسلام في 31 في السنة قبل عام 2001، ثم قفزة إلى 546 في عام 2001 (عام هجمات 11 سبتمبر)، ومتوسط 159 في كل منذ. ومن بين هذه الجرائم، حوادث الحرائق المعادية للإسلام التي لها نمط مماثل: بلغ متوسط حوادث الحرق العمد 0.4 في السنة قبل عام 2001، وقفزت إلى 18 في عام 2001، وبلغ متوسطها 1.5 سنويًا منذ ذلك الحين.
جرائم الكراهية المناهضة للإسلام كل عام، وكل جرائم الكراهية، ومجموع الحرائق المتعمدة هي كما يلي:
|                 | جرائم الكراهية المعادية للإسلام | جرائم الكراهية المعادية للإسلام | جميع جرائم الكراهية | جميع جرائم الكراهية |
| سنة             | جرائم الحرق العمد               | مجموع الجرائم                   | جرائم الحرق العمد   | مجموع الجرائم       |
| 199             | 0                               | 33                              | 75                  | 10706               |
| 1997            | 1                               | 31                              | 60                  | 9861                |
| 1998            | 0                               | 22                              | 50                  | 9235                |
| 1999            | 1                               | 34                              | 48                  | 9301                |
| 2000            | 0                               | 33                              | 52                  | 9430                |
| 2001            | 18                              | 546                             | 90                  | 11451               |
| 2002            | 0                               | 170                             | 38                  | 8,832               |
| 2003            | 2                               | 155                             | 34                  | 8715                |
| 200             | 2                               | 193                             | 44                  | 9035                |
| 2005            | 0                               | 146                             | 39                  | 8380                |
| 2006            | 0                               |                                 | 41                  | 9080                |
| 2007            | 0                               | 133                             | 40                  | 9006                |
| 2008            | 5                               | 123                             | 53                  | 9168                |
| 2009            | 1                               | 128                             | 41                  | 7789                |
| 2010            | 1                               | 186                             | 42                  | 7699                |
| 2011            | 2                               | 175                             | 42                  | 7254                |
| 2012            | 4                               | 149                             | 38                  | 6718                |
| 2013            | 1                               | 165                             | 36                  | 6933                |
|                 |                                 |                                 |                     |                     |
| مجموع           | 38                              | 2613                            | 863                 | 158593              |
| المتوسط الحسابي | 2.1                             | 145.2                           | 47.9                | 8810.7              |
|                 |                                 |                                 |                     |                     |
| متوسط           | 0.40                            | 30.6                            | 57.0                | 9707                |
| 2001            | 18                              | 546                             | 90                  | 11451               |
| متوسط           | 1.50                            | 159.5                           | 40,7%               | 8217                |

في المقابل، انخفض إجمالي عدد الحرائق المتعمدة والجرائم الإجمالية من عام 2001 إلى ما بعد 2001.

### جرائم الكراهية المعادية للإسلام في الدول الأوروبية
كانت هناك أيضا تقارير عن جرائم كراهية تستهدف المسلمين في جميع أنحاء أوروبا. زادت هذه الحوادث بعد الهجمات الإرهابية التي تشنها الجماعات المتطرفة مثل داعش. كما اتهمت اليمين المتطرف واليمين الأحزاب والتنظيمات السياسية الشعبوية تأجيج الخوف والكراهية تجاه المسلمين. جرائم الكراهية مثل الحرق والعنف البدني قد تمت محاولتها أو وقعت في النرويج ،  بولندا ،  السويد ،  فرنسا ،  إسبانيا ،  الدنمارك ،  ألمانيا  وبريطانيا العظمى. كما أدلى السياسيون بتعليقات معادية للمسلمين عند مناقشة أزمة المهاجرين الأوروبية .
برزت الإسلاموفوبيا في بولندا في أعقاب أزمة المهاجرين. قامت مجلة wSieci بتغطية غلاف مع نساء أبيض تعرضن للاعتداء من قبل الرجال الظلام تحت عنوان «الاغتصاب الإسلامي في أوروبا» الذي أثار الغضب ،  وتمت مقارنته بدعاية الحرب العالمية الثانية بنفس الصور. في حين أن الجناح المعتدل للكنيسة الكاثوليكية قد تبنى التسامح، فإن الأصوات المحافظة، المرتبطة بالجناح المحافظ للكنيسة، المعبر عنها في Fronda.pl و Polonia Christiana (PCh24.pl) كانت مهمة في إسهامها في التنميط عن اللاجئين والمسلمين. .

### تقارير المنظمات الحكومية

وفقًا لمسح أجرته المفوضية الأوروبية في عام 2015، فإن 13٪ من المجيبين سيكونون غير مرتاحين تمامًا للعمل مع شخص مسلم ([370])، مقارنة بـ 17٪ مع متحول جنسي أو شخص متحول جنسيًا ([371]) و 20٪ مع شخص غجري ([372]).

تم تنفيذ أكبر مشروع لرصد الإسلاموفوبيا بعد الحادي عشر من سبتمبر من قبل هيئة مراقبة الاتحاد الأوروبي والمركز الأوروبي لمراقبة العنصرية وكراهية الأجانب (EUMC). استند تقريرهم الصادر في مايو 2002 «تقرير موجز عن رهاب الإسلام في الاتحاد الأوروبي بعد 11 سبتمبر 2001»، الذي كتبه كريس ألين ويورغن س. نيلسن من جامعة برمنجهام، إلى 75 تقريرًا - 15 من كل دولة عضو في الاتحاد الأوروبي. سلط التقرير الضوء على الانتظام الذي أصبح فيه المسلمون العاديون أهدافًا لهجمات انتقامية مسيئة وأحيانًا عنيفة بعد 11 سبتمبر. على الرغم من الاختلافات المحلية داخل كل دولة عضو، فإن تكرار الهجمات على سمات الإسلام والمسلمين المعروفة والمرئية كان أهم ما توصل إليه التقرير. وتألفت الحوادث من الإساءة اللفظية، وإلقاء اللوم على جميع المسلمين في الإرهاب، وإزالة حجاب النساء بالقوة، والبصق على المسلمين، ووصف الأطفال «أسامة»، والاعتداءات العشوائية. تم نقل عدد من المسلمين إلى المستشفى وفي حالة واحدة أصيبوا بالشلل. كما ناقش التقرير تصوير المسلمين في وسائل الإعلام. تم تحديد السلبية المتأصلة، والصور النمطية، والتمثيل الخيالي، والرسوم الكاريكاتورية مبالغ فيها. وخلص التقرير إلى أن «تقبلاً أكبر للأفكار والمشاعر المعادية للمسلمين وغيرها من كراهية الأجانب قد، وقد يستمر، أن يصبح أكثر تسامحًا».
أصدرت EUMC منذ ذلك الحين عددًا من المنشورات المتعلقة بكراهية الإسلام، بما في ذلك مكافحة معاداة السامية وكراهية الإسلام: جمع المجتمعات (اجتماعات المائدة المستديرة الأوروبية) (2003) والمسلمين في الاتحاد الأوروبي: التمييز وكراهية الإسلام (2006).
تقول أستاذة تاريخ الدين، آن صوفي روالد، إن الإسلاموفوبيا تم الاعتراف به كشكل من أشكال التعصب إلى جانب كراهية الأجانب ومعاداة السامية في «منتدى ستوكهولم الدولي لمكافحة التعصب»،  الذي عقد في يناير 2001. اعتمد المؤتمر الذي حضرته الأمينة العامة للأمم المتحدة كوفي عنان والمفوضة السامية لحقوق الإنسان ماري روبنسون والأمين العام لمنظمة الأمن والتعاون في أوروبا جان كوبيس وممثلو الاتحاد الأوروبي ومجلس أوروبا إعلانًا لمكافحة «. الإبادة الجماعية والتطهير العرقي والعنصرية ومعاداة السامية وكراهية الإسلام وكراهية الأجانب، ومكافحة جميع أشكال التمييز العنصري والتعصب المتصلين بها».
وجدت منظمة التعاون الإسلامي، في تقريرها الخامس إلى مرصد الإسلاموفوبيا لعام 2012، «إضفاء الطابع المؤسسي على ظاهرة رهاب الإسلام وإضفاء الشرعية عليها» في الغرب على مدى السنوات الخمس الماضية.
في عام 2014، عرّف Integrationsverket (المجلس الوطني السويدي للتكامل) الإسلاموفوبيا بأنها «العنصرية والتمييز المعبران عنهما تجاه المسلمين».
في عام 2016، قدم تقرير الخوف من الإسلام الأوروبي (EIR) «تقرير الخوف من الإسلام الأوروبي 2015»  في البرلمان الأوروبي الذي يحلل «الاتجاهات في انتشار الخوف من الإسلام» في 25 دولة أوروبية في عام 2015. تعرف EIR كراهية الإسلام بأنها عنصرية معادية للمسلمين. في حين أن كل الانتقادات الموجهة للمسلمين أو الإسلام ليست بالضرورة معادية للإسلام، إلا أن المشاعر المعادية للمسلمين المعبّر عنها من خلال المجموعة المهيمنة التي تفشل وتستبعد المسلمين من أجل السلطة هي.

### بحث عن رهاب الإسلام وعلاقته

وفقًا لبيانات مركز بيو للأبحاث الذي أعده VoxEurop ، في بلدان الاتحاد الأوروبي، فإن الموقف السلبي تجاه المسلمين يتناسب عكسياً مع التواجد الفعلي

وقد أجريت دراسات مختلفة للتحقيق في رهاب الإسلام وارتباطه بين أغلبية السكان وبين الأقليات المسلمة نفسها. بادئ ذي بدء، أظهرت دراسة تجريبية أن المواقف المعادية للمسلمين قد تكون أقوى من المواقف الأكثر رهابًا للأجانب . علاوة على ذلك، تشير الدراسات إلى أن التحيز المعادي للمسلمين بين أغلبية السكان يتم تفسيره بشكل أساسي من خلال تصور المسلمين على أنه تهديد ثقافي، وليس تهديدًا لاقتصاد الدولة المعنية. أظهرت الدراسات التي تركز على تجربة رهاب الإسلام بين المسلمين أن تجربة التمييز الديني ترتبط بانخفاض الهوية الوطنية والهوية الدينية الأعلى. بمعنى آخر، يبدو أن التمييز الديني يدفع المسلمين إلى زيادة ارتباطهم بدينهم وتقليص هويتهم مع بلد إقامتهم. تشير بعض الدراسات كذلك إلى أن الخوف من الإسلام المجتمعي يؤثر سلبًا على صحة الأقليات المسلمة. أظهرت إحدى الدراسات أن إدراك المجتمع المعاصر للإسلام يرتبط بمزيد من المشكلات النفسية، مثل الاكتئاب والعصبية، بصرف النظر عما إذا كان الفرد المعني قد تعرض شخصياً للتمييز الديني. كما يقترح مؤلفو الدراسة، قد لا تكون قوانين مكافحة التمييز كافية لحماية الأقليات المسلمة حماية تامة من بيئة معادية لجماعتهم الدينية.
فريد حافظ وأنس البيركلي ينشران تقريرًا سنويًا عن الخوف من الإسلام الأوروبي منذ عام 2015. يهدف تقرير الإسلاموفوبي الأوروبي إلى تمكين صانعي السياسات وكذلك الجمهور من مناقشة قضية الخوف من الإسلام بمساعدة البيانات النوعية. هذا هو التقرير الأول الذي يغطي مجموعة واسعة من دول أوروبا الشرقية مثل صربيا وكرواتيا والمجر وليتوانيا ولاتفيا. فريد حافظ هو رئيس تحرير الكتاب السنوي لدراسات الإسلاموفوبيا الألمانية-الإنجليزية.

### الاتجاهات الجغرافية
وفقا لنيكولاي سينتسوف من اللجنة الوطنية لمكافحة الإرهاب، فإن تزايد رهاب الإسلام في روسيا يتبع التأثير المتزايد للطائفة الوهابية المحافظة بشدة. تم حظر ترجمات مختلفة للقرآن من قبل الحكومة الروسية لتشجيع التطرف وتفوق المسلمين. الخطاب المعادي للمسلمين يتزايد في جورجيا. في اليونان، ترافق رهاب الإسلام المشاعر المعادية للمهاجرين، حيث يمثل المهاجرون الآن 15٪ من سكان البلاد و 90٪ من المداخل غير القانونية للاتحاد الأوروبي تمر عبر اليونان. في فرنسا، يرتبط الخوف من الإسلام، جزئياً، بتقاليد العلمانية القديمة. في بورما، اتُهمت حركة 969 بأحداث مثل أعمال الشغب التي وقعت في ولاية راخين عام 2012 .

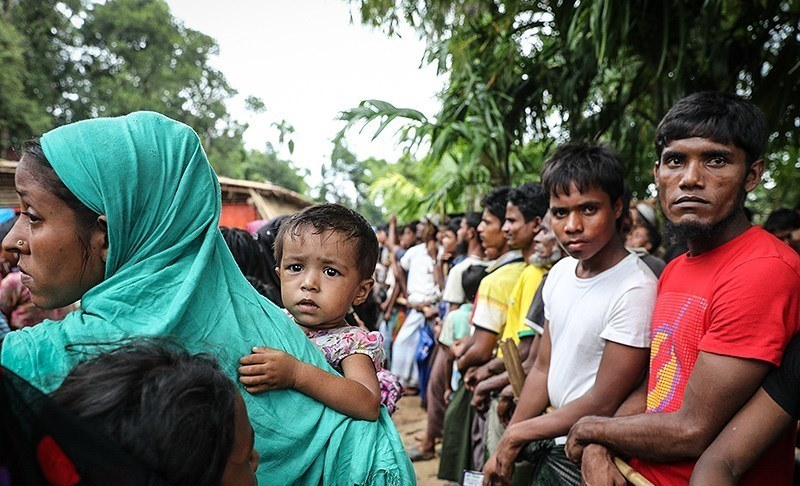
لاجئون مسلمون من الروهنجيا يفرون من العنف في ميانمار ذات الأغلبية البوذية في أكتوبر 2017

وجدت جوسلين سيزاري، في دراستها للتمييز ضد المسلمين في أوروبا ،  أن الشعور المعادي للإسلام قد يكون من الصعب فصله عن الدوافع الأخرى للتمييز. نظرًا لأن المسلمين ينتمون أساسًا إلى خلفيات المهاجرين وأكبر مجموعة من المهاجرين في العديد من دول أوروبا الغربية، فإن كره الأجانب يتداخل مع الإسلاموفوبيا، وقد يكون لدى شخص واحد أو الآخر أو كلاهما. لذلك، على سبيل المثال، قد يُظهر بعض الأشخاص الذين لديهم تصور سلبي تجاه المسلمين وموقفهم تجاههم هذا أيضًا تجاه المهاجرين غير المسلمين، إما ككل أو مجموعات معينة (مثل الأوروبيين الشرقيين أو الأفارقة جنوب الصحراء الكبرى أو روما)، في حين أن الآخرين لن. نايجل فراج، على سبيل المثال، معادٍ للاتحاد الأوروبي ويؤيد الحملات على الهجرة من أوروبا الشرقية، لكنه مؤيد للهجرة من دول الكومنولث الإسلامية مثل نيجيريا وباكستان. في الولايات المتحدة، حيث يسيطر المهاجرون من أمريكا اللاتينية وآسيا، والمسلمون جزء صغير نسبياً، فإن رهاب الأجانب وكراهية الإسلام يمكن فصلهما بسهولة أكبر. الكلاسيكية هي عامل متداخل آخر في بعض الدول. يحصل المسلمون على دخل أقل وتعليم أقل في فرنسا وإسبانيا وألمانيا وهولندا، بينما يحصل المسلمون في الولايات المتحدة على دخل وتعليم أعلى من عامة السكان. في المملكة المتحدة ، يُنظر إلى الإسلام على أنه تهديد للعلمانية استجابة لدعوات بعض المسلمين لقوانين التجديف . في هولندا ، يُنظر إلى الإسلام باعتباره قوة محافظة اجتماعيًا تهدد المساواة بين الجنسين وقبول الشذوذ الجنسي.
تشير الشبكة الأوروبية لمناهضة العنصرية (ENAR) إلى أن جرائم كره الإسلام تزداد في فرنسا وإنجلترا وويلز. في السويد، ارتفعت الجرائم ذات الدوافع المعادية للإسلام بنسبة 69٪ من عام 2009 إلى عام 2013.
وجد تقرير من أستراليا أن مستويات رهاب الإسلام بين البوذيين والهندوس أعلى بكثير من مستويات أتباع الديانات الأخرى.
في يوليو 2019، وقع سفراء الأمم المتحدة من 22 دولة، بما في ذلك كندا وألمانيا وفرنسا، رسالة مشتركة إلى مجلس حقوق الإنسان يدينون فيها إساءة معاملة الصين للأويغور وسوء معاملتها لجماعات الأقليات المسلمة الأخرى، وحثوا الحكومة الصينية على الإغلاق. معسكرات إعادة التعليم في شينجيانغ .

## نقد المصطلح والاستخدام
رغم أنه بحلول العقد الأول من القرن الحادي والعشرين، أصبح مصطلح «رهاب الإسلام» معترفًا به على نطاق واسع واستُخدم ،  وانتُقد استخدامه وبنائه والمفهوم نفسه. كتب رولاند إيمهوف وجوليا ريكر، في مقال يطرح مصطلح «الحُكم الإسلامي» كبديل أفضل، أن «... بعض المفاهيم قد نوقشت بحرارة على مدى السنوات العشر الماضية مثل مصطلح الإسلاموفوبيا».

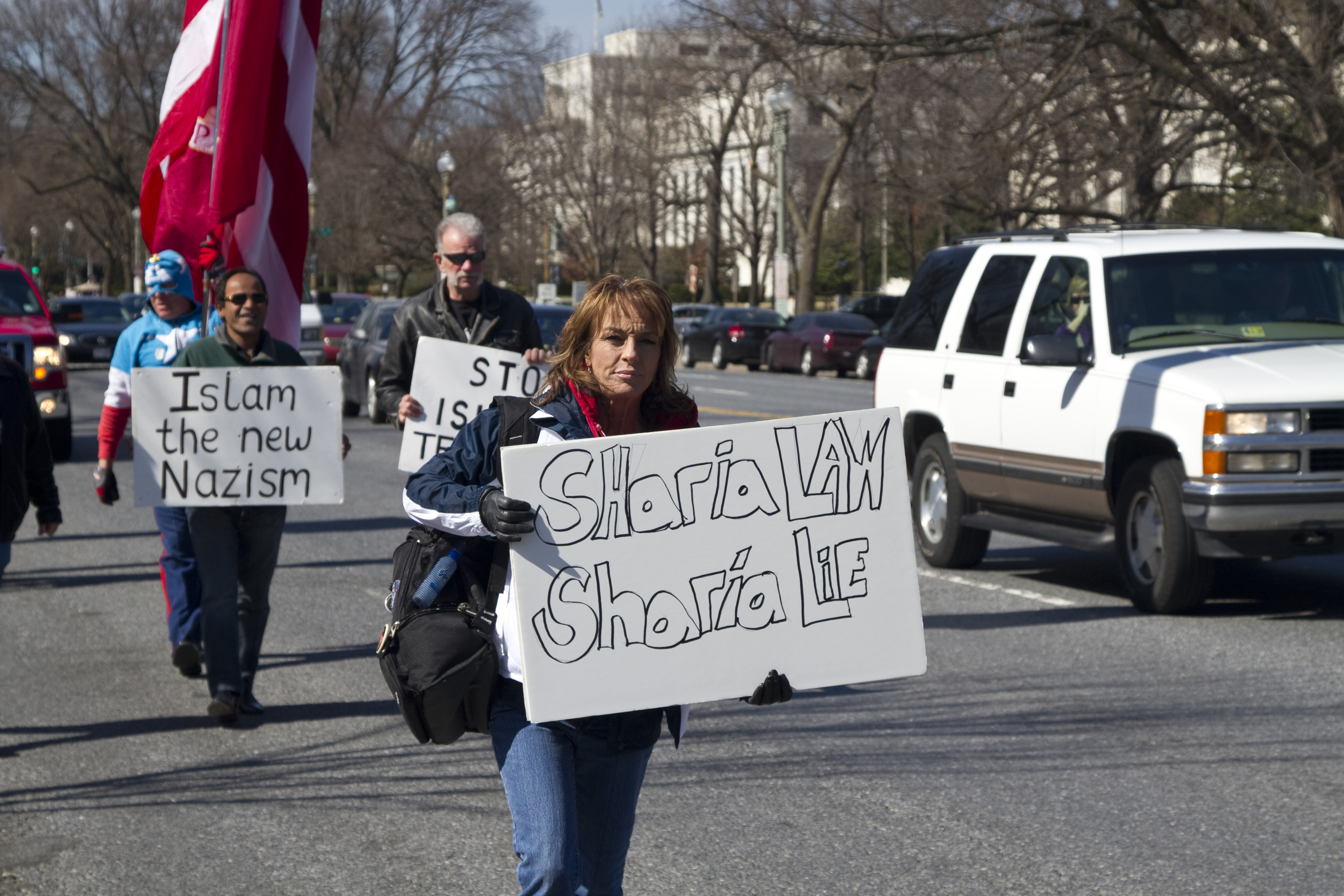
مظاهرة مناهضة للإسلام في الولايات المتحدة

روبن ريتشاردسن، رئيس سابق لرنيميد ترست ومحرر نفس التقرير، قال بأن مساوئ المصطلح كثيرة للغاية:
- كلمة فوبيا تعني رهاباً غير عقلاني، وهو مرض عقلي. وبالتالي مصطلح إسلاموفوبيا يقترح أن المسألة مجرد مرض عقلي يصيب أقلية صغيرة من الناس، ولكنه ليس مرضاً عقلياً ولا يخص مجموعة صغيرة من الناس في الواقع.
- توجيه الإتهامات بالجنون واللا عقلانية سلوك مسيئ وتنمري، يدفع الآخرين لتبني مواقف أكثر دفاعية وتحدياُ.
- اتهام كل من تختلف معه في الرأي بالتخلف العقلي والجنون يعفي مستخدمي المصطلح من محاولة فهم خصومهم، ونقاش آرائهم وتصوراتهم.
- يفشل المصطلح عندما يعزل رهاب أو عداء المسلمين عن عوامل مثل لون البشرة، حالة المهاجرين المسلمين، والخوف من الأصولية.
- لا يميز المصطلح بين من يكرهون جميع الأديان وبين من يميزون الإسلام تحديداً. الصحفي البريطاني بولي توينبي قال أنه إسلاموفوبي معلقاً على التقرير، و«مسيحيفوبي» كذلك لو لم تكن المسيحية قوة منهكة في بريطانيا، لو كانت المسيحية كما كانت في السابق قوية وغالبة لرأينا أثارها التدميرية كما يفعل الإسلام في البلدان التي يستعبدها، على حد تعبير توينبي.
- فشل تعريف المصطلح في التفريق بين الاقصاء والتمييز ضد مجموعة إثنية ودينية، وبين عداء وكراهية مجموعة من الممارسات والعبادات لدين ما.

كريس آلن، عالم إجتماع بريطاني، قال بأن المصطلح يفتقر تعريفاً دقيقاً. يقول بأن الادعاءات والادعاءات المضادة للإسلاموفوبيا قادمة من أقطاب متطرفة، من أولئك الذين يشجبون أي نقد للإسلام والمسلمين ويصنفونه بالإسلاموفوبيا إلى أولئك الذين يتبنون كراهية شديدة وعلنية للمسلمين. بين هذين القطبين، مجال متنوع القضايا وأوسع من ذلك بكثير.

### النقاش الأكاديمي
ذكرت جوسلين سيزاري تحديات واسعة النطاق في استخدام ومعنى المصطلح في عام 2006.</ref> وفقًا لموسوعة أوكسفورد للإسلام والسياسة ، «لقد حاصر الكثير من النقاش استخدام المصطلح، وشكك في كفايته باعتباره واصفًا مناسبًا وهادفًا. ومع ذلك، نظرًا لأن الإسلاموفوبيا دخلت المعجم الاجتماعي والسياسي على نطاق واسع، فإن الحجج حول مدى ملاءمة المصطلح أصبحت الآن قديمة»  وفي الوقت نفسه، وفقًا لطبعة 2014 من قاموس علم الاجتماع من مطبعة جامعة أوكسفورد ، «بالضبط لا يزال النقاش يدور حول معنى الإسلاموفوبيا بين الأكاديميين وصناع السياسات على حد سواء.» لقد أثبت هذا المصطلح إشكالية ويعتبره البعض عقبة أمام النقد البناء للإسلام. يخاف منتقدوه من أنه يمكن تطبيقه على أي نقد للممارسات والمعتقدات الإسلامية، مما يشير إلى مصطلحات مثل «معادية للمسلمين» بدلاً من ذلك.
تم انتقاد تصنيف وجهات النظر «المغلقة» و «المفتوحة» الواردة في تقرير Runnymede باعتباره تبسيطًا مفرطًا لقضية معقدة من قِبل علماء مثل كريس ألين وفريد هاليداي وكينان مالك . يقول بول جاكسون، في دراسة نقدية لجامعة الدفاع الإنجليزية المعادية للإسلام، إن المعايير التي وضعها تقرير رونيميد لرهاب الإسلام «يمكن أن تسمح برفض أي انتقاد للمجتمعات الإسلامية ...». وهو يجادل بأن كلاً من الإسلاميين الجهاديين والناشطين من اليمين المتطرف يستخدمون مصطلح «لصرف الانتباه عن المناقشات الأكثر دقة حول تركيبة المجتمعات الإسلامية»، مما يغذي «لغة الجدالات المستقطبة». فمن ناحية، يمكن استخدامه «لإغلاق النقاش حول مجالات النقد الحقيقية» فيما يتعلق بالإيديولوجيات الجهادية، الأمر الذي أدى بدوره إلى رفض جميع اتهامات رهاب الإسلام بأنها «زائفة» من قبل نشطاء اليمين المتطرف. وبالتالي، فإن المصطلح «يفقد الكثير من قيمته التحليلية».
كتب البروفيسور إيلي جوندر أنه يجب استبدال مصطلح «رهاب الإسلام» بكلمة «رهاب الإسلام». نظرًا لأن الخوف من الإسلام هو «رفض السكان على أساس الإسلام»، تشير الأبحاث الأخرى إلى «الإسلاموية».
أيد الأستاذ محمد تامغيدي من جامعة ماساتشوستس في بوسطن عمومًا تعريف «رهاب الإسلام» كما هو محدد في رهاب الإسلام في رونيميد ترست : تحدٍ لنا جميعًا . ومع ذلك، يلاحظ أن قائمة التقرير لوجهات النظر «المفتوحة» للإسلام نفسه تقدم «إطارًا تعريفيًا عن غير قصد للإسلاموفيليا»: أي أنه «يقع في فخ اعتبار الإسلام متآلفًا، بدوره باعتباره يتميز بسمة أو أخرى. ولا يعبر بشكل كافٍ عن عدم تجانس معقد لظاهرة تاريخية تشكلت تفسيراتها وتقاليدها وتوجهاتها الاجتماعية والسياسية المتناقضة، وتمت صياغتها، كما في حالة أي تقليد عالمي، بواسطة قوى تاريخية عالمية أخرى.» 
يقول الفيلسوف مايكل والتزر إن الخوف من التشدد الديني، مثل «المتعصبين للهندوتفا في الهند، والصهيونيين المسيحيين في إسرائيل، والرهبان البوذيين المتفشيين في ميانمار»، ليس بالضرورة رهابًا غير منطقي، ويقارن الخوف من التطرف الإسلامي مع الخوف يمكن للمسلمين واليهود أن يشعروا تجاه المسيحيين خلال الحروب الصليبية. ومع ذلك، يكتب أيضًا أنه:
الإسلاموفوبيا هي شكل من أشكال التعصب الديني، وحتى الكراهية الدينية، وسيكون من الخطأ لأي يساري أن يدعم المتعصبين في أوروبا والولايات المتحدة الذين يسيئون فهم المسلمين المعاصرين ويشوهون عن عمد. إنهم لا يفرقون بين الدين التاريخي والمتعصبين في هذه اللحظة ؛ إنهم يعتبرون كل مهاجر مسلم في دولة غربية إرهابياً محتملاً ؛ وفشلوا في إدراك الإنجازات الشاهقة للفلاسفة والشعراء والفنانين المسلمين على مدى قرون عديدة.

## مواجهة الإسلاموفوبيا

### أوروبا
في 26 سبتمبر 2018، أطلق البرلمان الأوروبي في بروكسل «مجموعة أدوات مكافحة الإسلاموفوبيا» (CIK)، بهدف مكافحة رهاب الإسلام المتزايد في جميع أنحاء الاتحاد الأوروبي وتوزيعه على الحكومات الوطنية وصانعي السياسات الآخرين والمجتمع المدني ووسائل الإعلام . بناءً على أكثر البحوث شمولاً في أوروبا، فإنه يبحث في أنماط كره الإسلام والاستراتيجيات الفعالة ضده في ثماني دول أعضاء. وهو يسرد عشر روايات مسيطرة وعشرة روايات فعالة مضادة.
تقول إحدى مؤلفي CIK ، أمينة عزت دعاس، أن النساء المسلمات يتأثرن بشكل غير متناسب بكراهية الإسلام، استنادًا إلى «تهديد الغرب» و «ضحايا ...التمييز الجنسي الإسلامي». النهج المتبع في CIK هو خطوة من أربع خطوات: تحديد الروايات المضللة القائمة على المنطق المعيب ؛ توثيقها تفكيك هذه الأفكار لفضح العيوب ؛ وأخيرا، إعادة بناء الأفكار السائدة حول الإسلام والمسلمين، واحدة أقرب إلى الواقع. يجب أن تعكس الأفكار السائدة التي تنتشر في الثقافة الشعبية الخبرات اليومية المتنوعة للمسلمين وإيمانهم.

### دوليا
في 16 مارس 2022، حددت الأمم المتحدة يوم 15 مارس يومًا عالميًا لمكافحة الإسلاموفوبيا. وفي15 مارس 2024 وبمناسبة اليوم الدولي لمكافحة كراهية الإسلام أو"الإسلاموفوبيا"، اعتمدت الجمعية العامة للأمم المتحدة، قراراً بعنوان "تدابير مكافحة كراهية الإسلام"، يتضمن تعيين مبعوث أممي خاص لمكافحة "الإسلاموفوبيا".رحبت دول خليجية بقرار الأمم المتحدة بشأن "تدابير مكافحة كراهية الإسلام"، وتعيين مبعوث خاص معني بمكافحة "الإسلاموفوبيا".